# Wilhelm Reiss
Wilhelm Reiss (Mannheim, 1838. június 13. – Könitz bei Saalfeld, 1908. szeptember 29.) német geológus, vulkanológus, felfedező.

## Életútja
Beutazta az Azori-, a Madeira- és a Kanári-szigeteket, Görögországot és Dél-Amerikát. Közben átkutatta a Kordillerákat, felhágott a Cotopaxira, bejárta a Magdalena folyót, az Amazonast és Peruban az anconi halott mezőn ásatásokat rendezett. Fő műve a több kötetnyi Reisen in Südamerika (Stübellel együtt).

## Művei
- Die Diabas und Lavenformation der Insel Palma (Wiesbaden, 1861)
- Ausflug nach den vulkanischen Gebirgen d. Aegina und Methana 1866 (Stübellel, Heidelberg, 1867)
- Santorin, Die Kaimeni-Inseln (Fritschsel és Stübbellel együtt, Heidelberg, 1867)
- Geologische Becshreibung der Insel Tenerife (Fritschsel, Winterthal, 1868)
- Geschichte der vulkanischen Ausbrüche bei Santorin (Stübellel, Heidelberg, 1868)
- Das Totenfeld von Ancon in Peru (Stübellel, Berlin, 1880-87)
- Kultur und Industrie Südamerikanischer Völker (Stübellel és Uhléval, Berlin, 1889-90)